# Small faces
|  | Denne artikel handler om en dansk film. For det britiske orkester, se The Small Faces |
Small faces er en serie af 10 kortfilm om børns leg i forskellige lande instrueret af Sussie Weinold. Filmene er proderet af Easy Film med Mette Mailand som producer.
Filmene blev vist på Buster Filmfestival for børn og unge i 2009 i serien "Busters virkelige verden - miljø".